# Cap Vermell

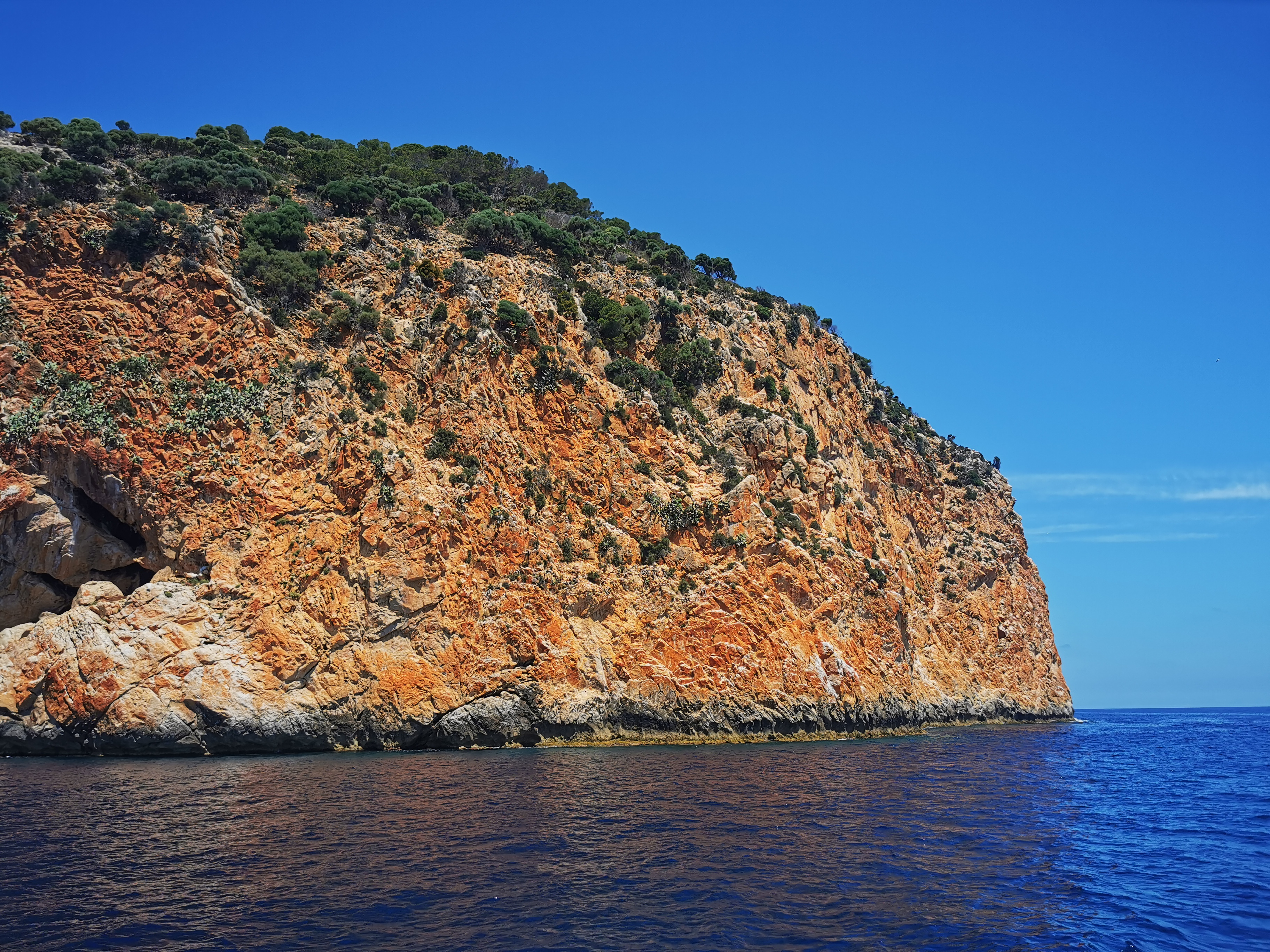
Cap Vermell

Das Cap Vermell („rotes Kap“) ist ein Kap an der Nordostküste der spanischen Mittelmeerinsel Mallorca.
Es gehört zum Gebiet der Gemeinde Capdepera und befindet sich zwischen Canyamel und Sa Font de sa Cala. Namensgebend dürfte seine markante Rotfärbung der steilen Felsen sein. Oberhalb des Kaps befinden sich der Aussichtspunkt La Talaia vella in 182 Meter Höhe und weiter oben, landeinwärts der Torre Nova des Cap Vermell, errichtet wahrscheinlich 1577, in 210 Meter Höhe. Am Fuße des Kaps befinden sich die Coves d’Artà, ca. 50 Meter über dem Meer.
Die Gegend um das Cap Vermell ist ein Naturraum von besonderem Interesse (Área Natural de Especial Interés – ANEI). Landschaft, Küste und Meer stehen seit 1991 unter Schutz. Es gehört zum Naturpark „Parque Natural de la Península de Llevant“.

## Kulturverein Cap Vermell
Das Kap war namensgebend für Cap Vermell, ein seit 1980 erscheinende Magazin des gleichnamigen Kulturvereines Cap Vermell.